# مانولادا
مانولاس (Μανολάς) هي مدينة في إليا في مقاطعة كينتريكي إلادا في اليونان.